# 39 Андромеди
HD6116 є хімічно пекулярною зорею спектрального класу
A3 й має  видиму зоряну величину в смузі V приблизно  6,0.
Вона  розташована на відстані близько 343,7 світлових років від Сонця.

## Фізичні характеристики
Зоря HD6116 обертається 
порівняно повільно 
навколо своєї осі. Проєкція її екваторіальної швидкості на промінь зору становить  Vsin(i)= 44км/сек.